# Paul Kupka
Paul Lorenz Bernhard Kupka (* 2. September 1866 in Guben; † 27. April 1949 in Stendal) war ein deutscher Gymnasiallehrer, autodidaktischer Historiker und Prähistoriker.

## Leben
Paul Kupka wirkte zwischen 1899 und 1931 als Gymnasialprofessor in Stendal. Dort war er außerdem Leiter und wissenschaftlicher Berater des Altmärkischen Museums. Er beschäftigte sich intensiv mit der Geschichte und Vorgeschichte der Altmark und widmete sich hier besonders der Jungsteinzeit, der Bronzezeit, dem slawischen Frühmittelalter und dem Mittelalter. 1910 prägte Kupka den Begriff der Schönfelder Kultur. Kupka war Herausgeber der zwischen 1899 und 1941 erschienenen „Beiträge zur Geschichte, Landes- und Volkskunde der Altmark“. Im Jahr 1938 wurde Kupka zum Mitglied der Leopoldina gewählt. Außerdem war er Mitglied der Niederlausitzer Gesellschaft für Anthropologie und Altertumskunde.

## Schriften
- Über den dramatischen Vers Thomas Dekkers (1893)
- Über mittelalterliche Totentänze. Untersuchungen über ihre Entstehung und ihre Verwandtschaftsverhältnisse (1905)
- Zur Genesis der mittelalterlichen Totentänze (1908)
- Die altmärkischen Slawen und ihre Eindeutschung (1933)
- Zur Geschichte des Kreises Stendal. Teil 1. Die alte Grafschaft Grieben (1935)
- Zur Geschichte des Kreises Stendal. Teil 2. Die zum Kreis gehörenden Orte der Vogtei Arneburg (1938)